# Istituzionalizzazione
Nelle scienze sociali, l'istituzionalizzazione è il processo attraverso il quale determinati valori, pratiche ed orientamenti si strutturano come costruzioni di senso solide e generalmente accettate.
È possibile descriverla come un processo di cristallizzazione e codificazione di flussi di senso presenti nella vita culturale di una società, i quali diventando istituzione perdono in larga parte il loro carattere di dinamicità acquisendo una forma stabile e generalmente riconosciuta.

## Teorie sociologiche
Secondo Georg Simmel, la caratteristica della produzione culturale delle società moderne, ed in particolare degli agglomerati simbolo per eccellenza della modernità, le metropoli, è l'effimeratezza, il mutamento continuo non finalizzato alla sedimentazione, la volatilità delle costruzioni di senso. Le istituzioni rappresentano il momento dialetticamente negativo all'interno di questo processo di produzione simbolica, in quanto reificano, dando loro una forma stabile, i contenuti di determinati flussi ideali. Questa dinamica è intrinsecamente paradossale, in quanto l'unico modo che l'individuo ha di venire in contatto con i prodotti dell'elaborazione culturale è attraverso la sua interiorizzazione mediata dagli oggetti in cui essa si è solidificata, ma in cui è stata contemporaneamente negata nella sua componente essenziale, la fluidità.
Nella teoria della realtà come costruzione sociale, Peter Ludwig Berger e Thomas Luckmann approfondiscono l'aspetto della reificazione indagando il fenomeno della perdita di consapevolezza della natura sociale, e dunque inerente all'interazione umana, delle istituzioni, e restringendo dunque il campo di applicazione di questo concetto a quei casi in cui si verifica una degenerazione del processo intellettuale di appropriazione del mondo e delle categorie intersoggettivamente accettate per definirlo il cui esito è la credenza in una natura extra-umana (e dunque divina, inerente alle leggi di natura o auto-giustificante la propria esistenza) delle istituzioni stesse.

## Intervento sociale
Per istituzionalizzazione si può intendere anche il processo di inserimento di persone in stato di bisogno in strutture a loro dedicate per l'educazione e la riabilitazione (es. case di riposo, comunità per tossicodipendenti).